# Amazonmyrtörnskata
Amazonmyrtörnskata (Thamnophilus amazonicus) är en fågel i familjen myrfåglar inom ordningen tättingar.

## Utseende och läte
Amazonmyrtörnskatan är en medelstor tätting med påfallande skillnad i dräkter mellan könen. Hanen är mestadels grå och svart, medan honan är kanelbrun på huvud och bröst. Honan är distinkt och hanen har mer vitt på vingen än de flesta andra myrtörnskator. Sången består av en snabb serie med toner likt en trogon.

## Utbredning och systematik
Amazonmyrtörnskata delas in i fem underarter:
- T. a. amazonicus – förekommer från sydöstra Colombia till norra Bolivia och västra Brasilien (söder om Amazonfloden)
- T. a. cinereiceps – förekommer i östra centrala Colombia, sydvästra Venezuela och nordvästra Brasilien
- T. a. divaricatus – förekommer längst ut i östra Venezuelas anslutning till Guyanaregionen och nordöstra Amazonområdet i (Brasilien)
- T. a. obscurus – förekommer i södra centrala Amazonområdet (Brasilien, södra Pará mellan Rio Tapajós och Tocantins)
- T. a. paraensis – förekommer i Brasilien öster om Rio Tocantins i östra Pará, västra Maranhão och norra Tocantins

## Levnadssätt
Amazonmyrtörnskatan hittas i högväxt regnskog. Fågeln påträffas ofta intill floder och i områden med täta klängväxter. Där ses den vanligen i par, hoppande trögt genom vegetationen på jakt efter insekter. 

## Status och hot
Arten har ett stort utbredningsområde, men tros minska i antal, dock inte tillräckligt kraftigt för att den ska betraktas som hotad. Internationella naturvårdsunionen IUCN listar arten som livskraftig (LC).